# Unkei

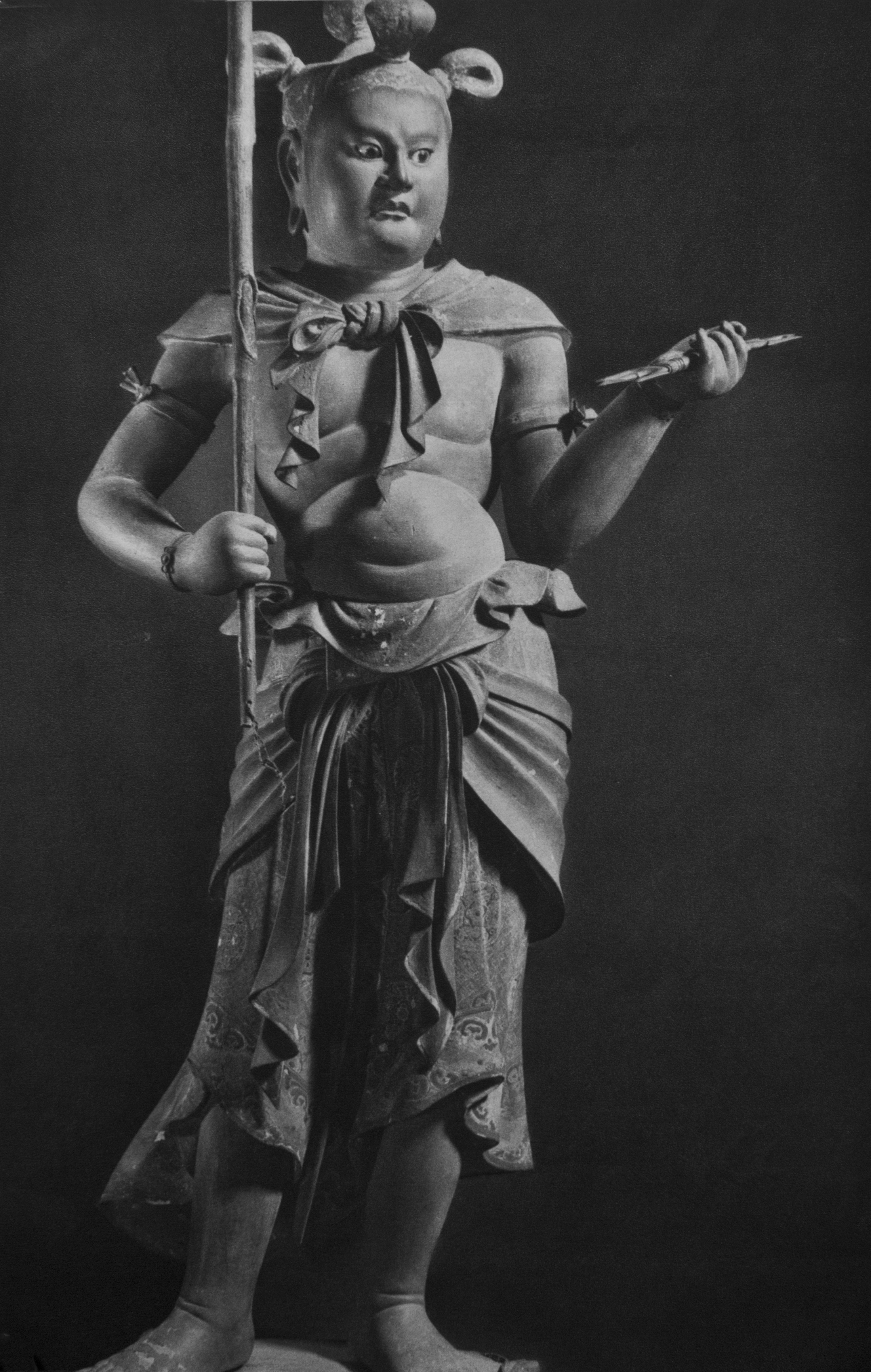
Einer der Acht Begleiter

Unkei (japanisch 運慶; geb. um 1140; gest. 1223) war ein bedeutender japanischer Bildhauer der späten Heian- und frühen Kamakura-Zeit.

## Leben und Wirken
Unkei war in der schwierigen Übergangszeit vom höfisch-aristokratischen zur feudalen Gesellschaft tätig, die ihm half, sich von älteren künstlerischen Konventionen zu lösen. Sein Geburtsjahr ist nicht bekannt, aber da sein Sohn Tankei 1173 geboren wurde, kann man annehmen, dass er selbst in den 1140er-Jahren geboren wurde.
Unkeis ältestes existierende Werk ist ein Dainichi Nyorai Buddha im Enjō-ji (円成寺) in Nara befindet aus dem Jahre 1176. Obwohl die Statue von der Eleganz eines Jōchō (gest. 1057) ist, die in der späten Heian-Zeit vorherrschte, zeigt sie bereits Unkeis Talent für frische und realistische Wiedergabe. Im Jahr 1183 kopierte Unkei die Lotus-Sutra, deren Rollen aus nicht verbranntem Material des Altars im Tōdai-ji stammten. Diese Arbeit weist auf seine Trauer über den Verlust der Buddha-Figur bei der Zerstörung des Tempels im Jahr 1180.
1186 stellte Unkei eine Skulptur für das Ganjōju-in (願成就院) auf Izu für den Feldherren und Feudalfürsten Hōjo no Tokimasa (北条時政; 1138–1215) her. Drei Jahre später arbeitete er für den in der Kantō-Gegend ansässigen Krieger Wada Yoshimori (1147–1213) und schuf Werke für den Tempel Jōraku-ji (常楽寺) in der heutigen Präfektur Kanagawa. An diesen erhaltenen Werken kann man seinen Stil studieren, der zwar auf klassischen Vorbildern basiert, sich aber durch ein neues Gefühl für Realismus und Gegenwart auszeichnet. Der wilde, expressive Ausdruck dieser Figuren scheint auf Unkeis Zusammentreffen mit den Kriegern seiner Zeit zurückzuführen zu sein.
1195 erhielt Unkei anlässlich der Wiederherstellung des Tōdai-ji den künstlerischen Rang eines „Hōgen“, und in den folgenden Jahren arbeitete er zusammen mit seinem Vater Kōkei (康慶) und den Schülern seines Vaters, Jōkaku (定覚) und Kaikei (快慶), an den Vier Himmelskönigen für den Tempel. Minamoto no Yoritomo und andere Prominente der Kamakura-Regierung unterstützten das Projekt.
Danach schuf Unkei im Jahr 1197 die Acht Begleiter des Fudō Myōō für den Kongōbu-ji (Kōya-san). Sechs von ihnen sind erhalten und zeigen den nun typischen Unkei-Stil. Im selben und folgenden Jahr war Unkei mit der Reparatur des Heiligtums in der Lehrhalle (講堂, Kōdō) des Tō-ji in Kyōto beschäftigt. Das geschah auf Wunsch von Monkaku (文覚; 1129–1203), ein Priester mit engen Verbindungen zu Yoritomo. Im Jahr 1203 schufen Unkei und Kaikei die beiden großen Tempelwächter (仁王, Niō) im Großen Südtor des Tōdai-ji. Im selben Jahr erhielt Unkei den Rang Hōin.
Von 1208 bis 1212 beschäftigte sich Unkei mit dem Ersatz der Skulpturen im Hokuen-dō des Kōfuku-ji. Von diesen existieren bis heute die Statue der Maitreya und die der Begleiter Seshin (世親) und Muchaku (無著). Diese Figuren, zusammen mit den Tempelwächtern im Großen Südtor, zeigen Unkeis reifen Stil am besten.
Es gibt Hinweise auf weitere Skulpturen für Krieger in der Kantō-Gegend. Unkei arbeitete auch für die Hofaristokratie in Kyōto, jedoch nur so weit, wie diese sich mit dem Bakufu vertrugen.
Zusammenfassend lässt sich sagen, dass Unkei sein Leben lang mit der Kriegerklasse der Kamakura-Zeit in Verbindung stand. Auf der Basis der klassischen Bildhauerkunst der Hakuhō-, Tempyō- und Heian-Zeit entwickelte er seinen persönlichen Stil, der dem Geschmack der neuen Klasse entsprach. Viele seiner Skulpturen sind als Nationalschatz registriert. Seine sechs Söhne, Tankei (湛慶), Kōun (康雲), Kōben (康弁), Kōshō (康勝), Unga und Unjo arbeiteten weiter im Stile ihres Vaters.

## Bilder

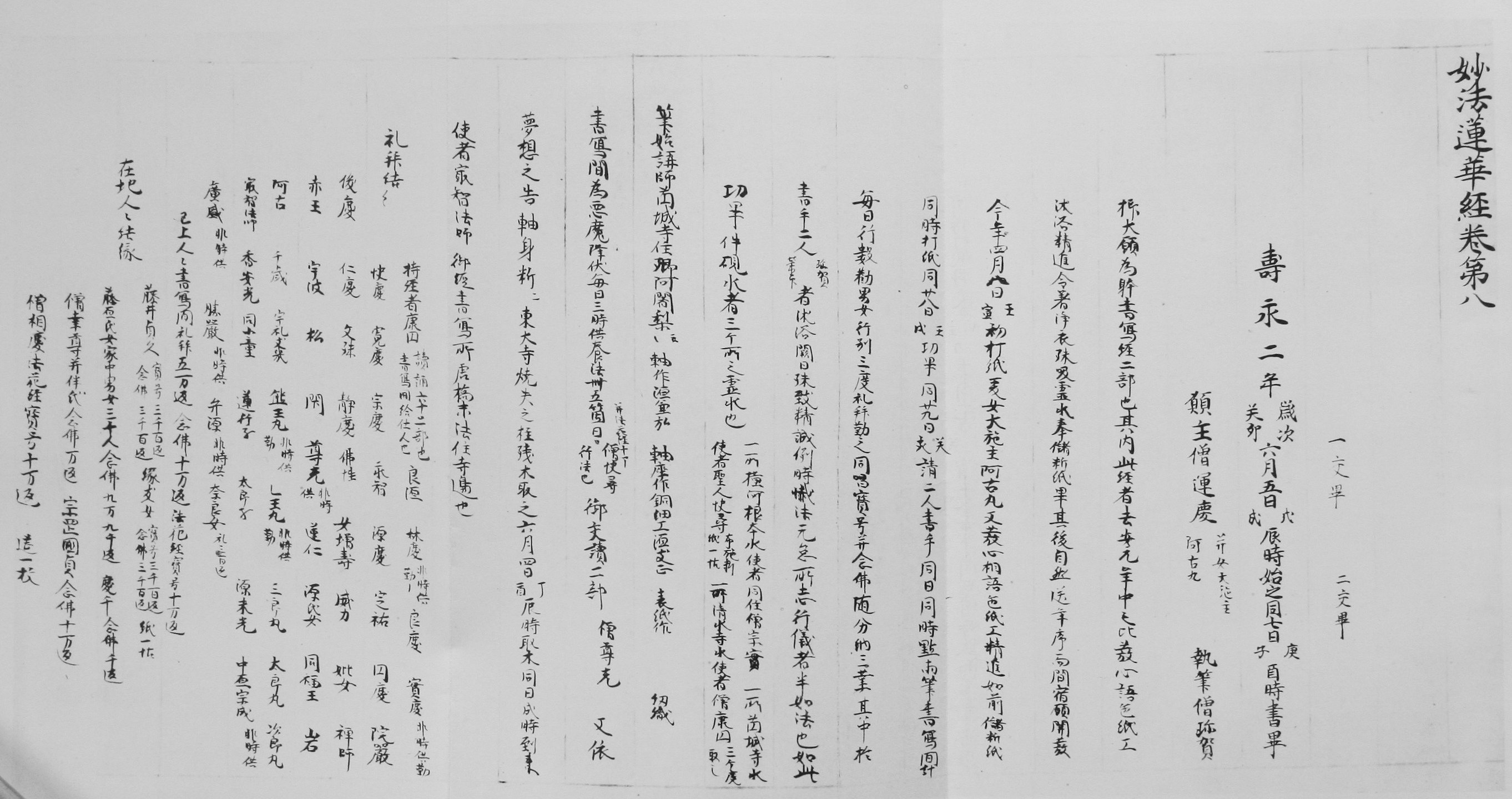
Unkeis Kopie der Lotus Sutra (Ausschnitt)
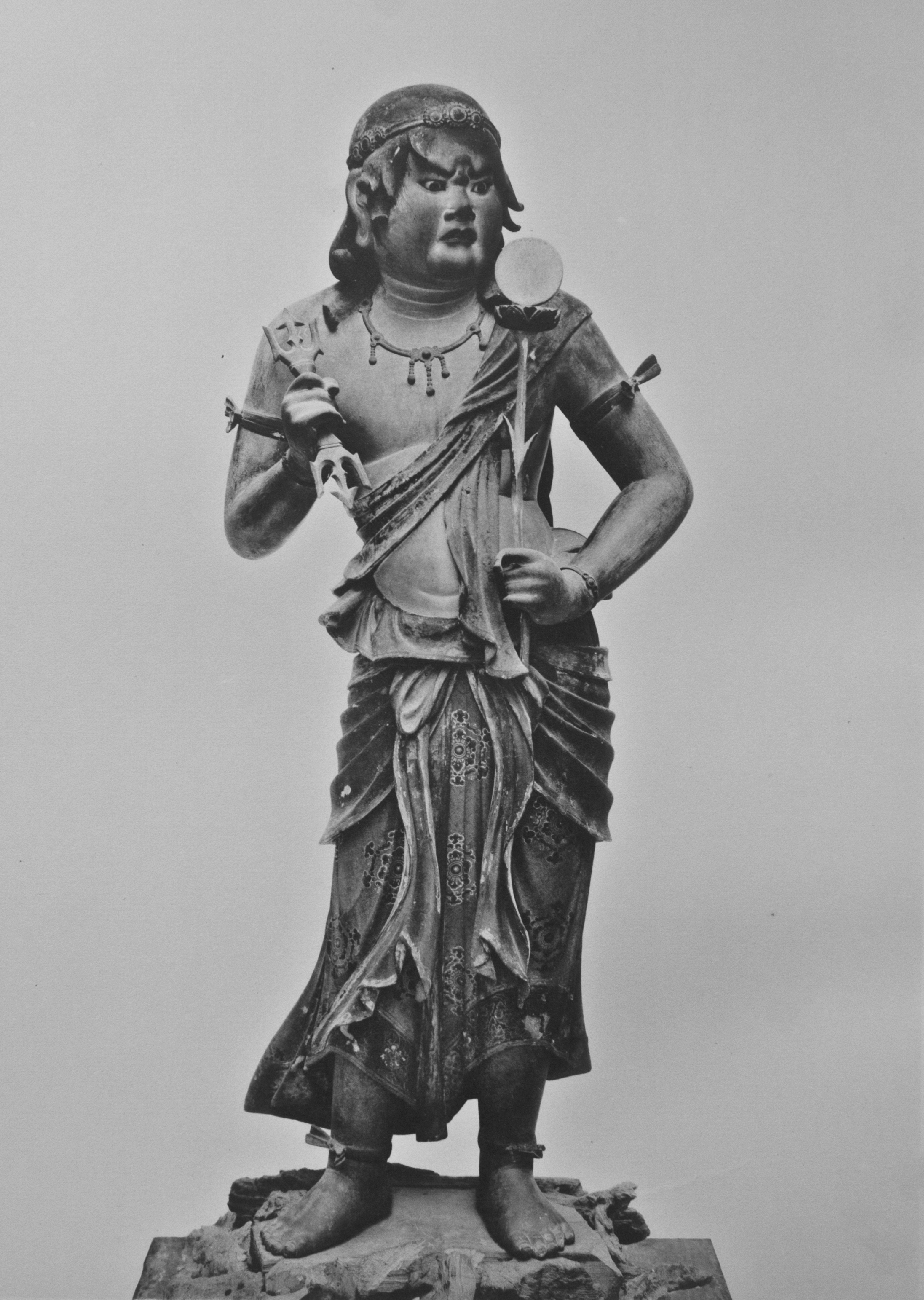
Einer der Acht Begleiter
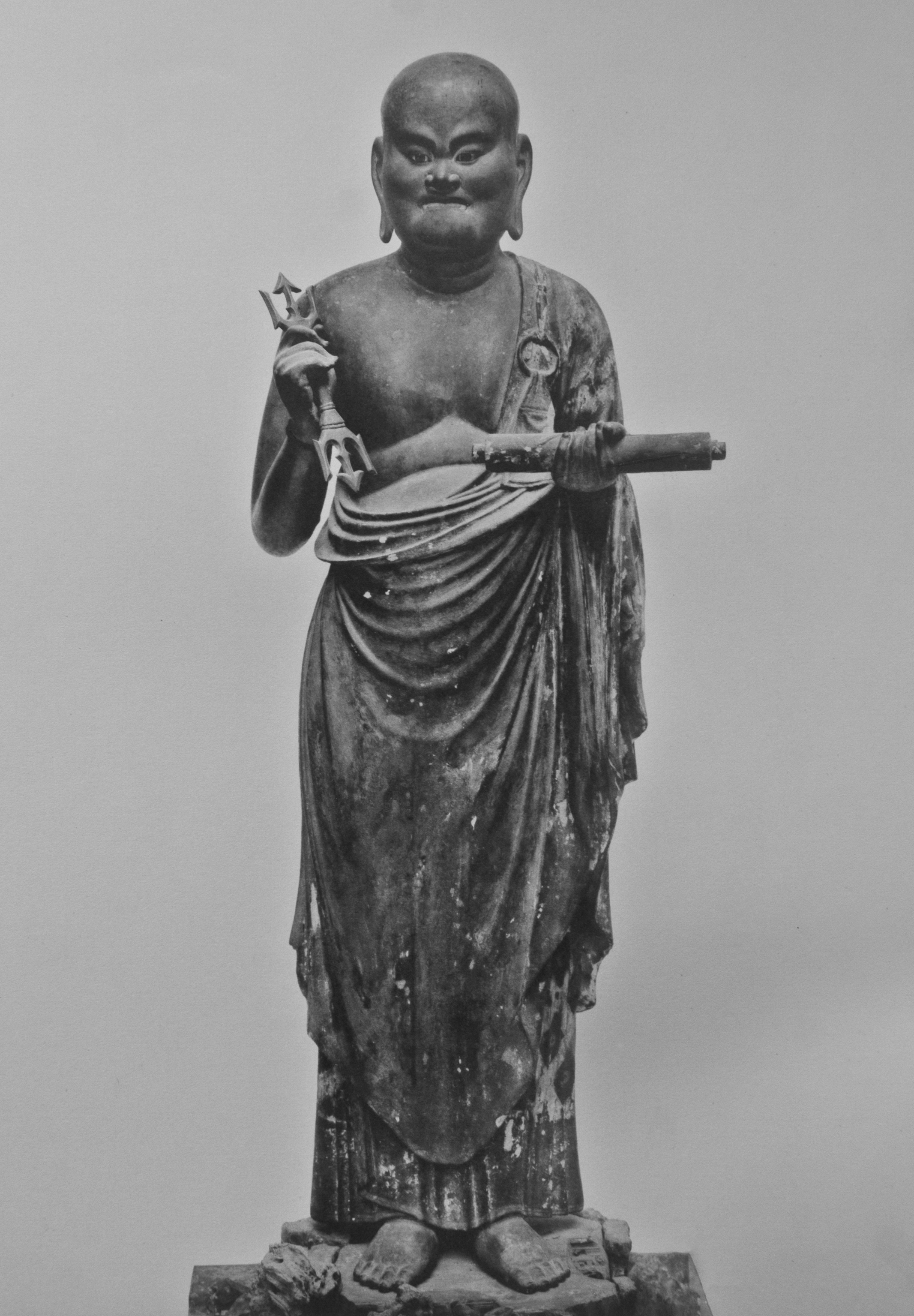
Einer der Acht Begleiter
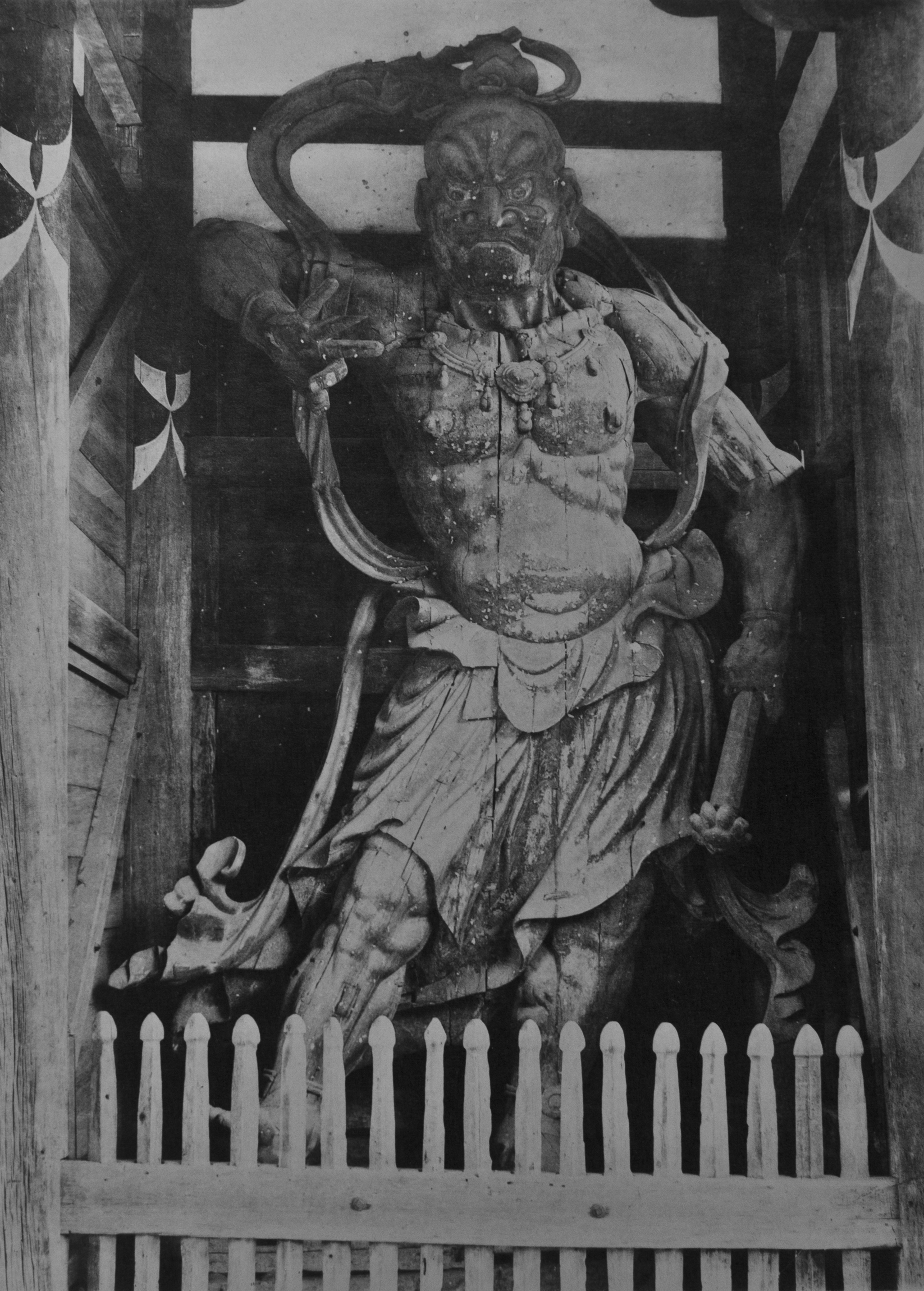
Nio, links
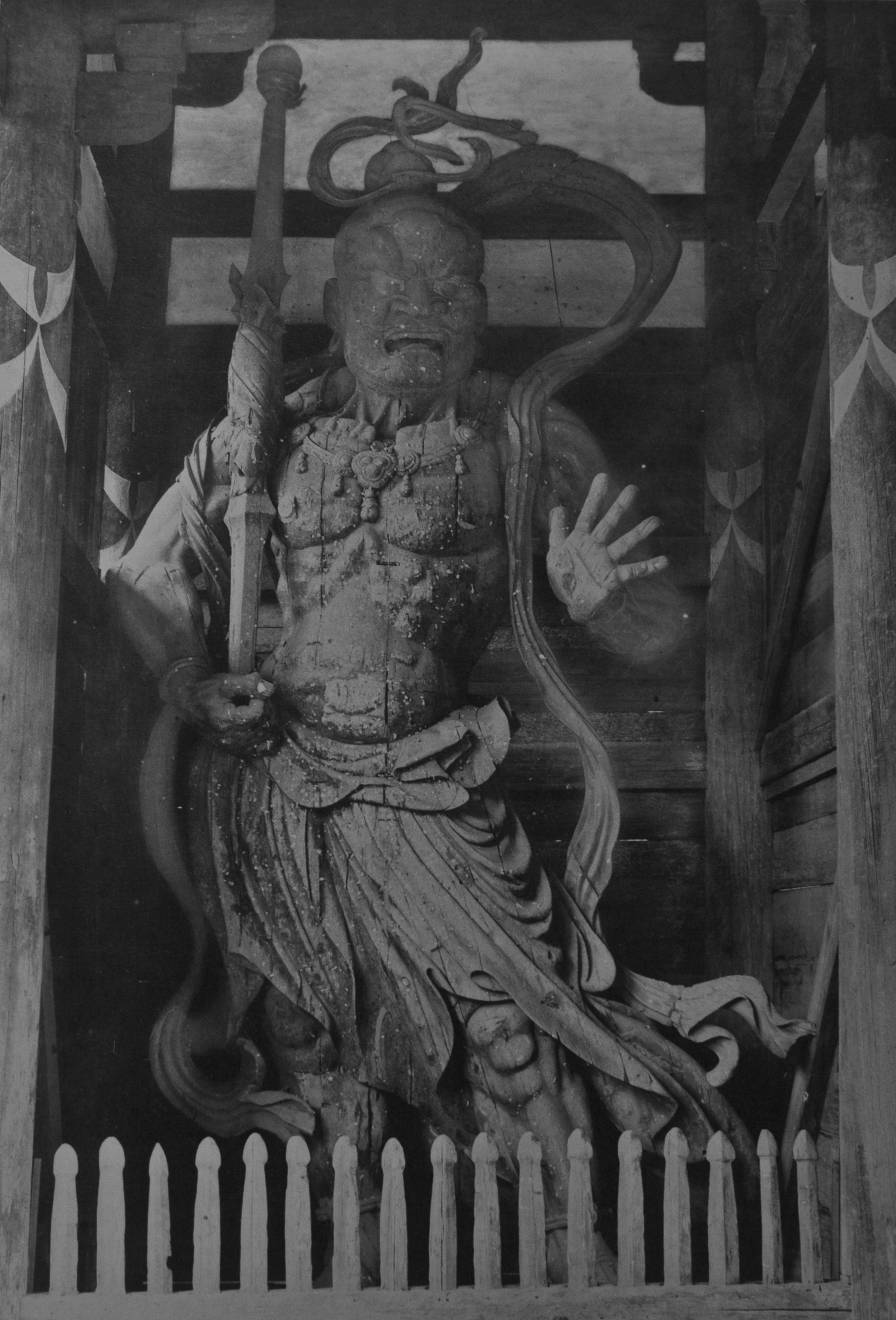
Nio, rechts
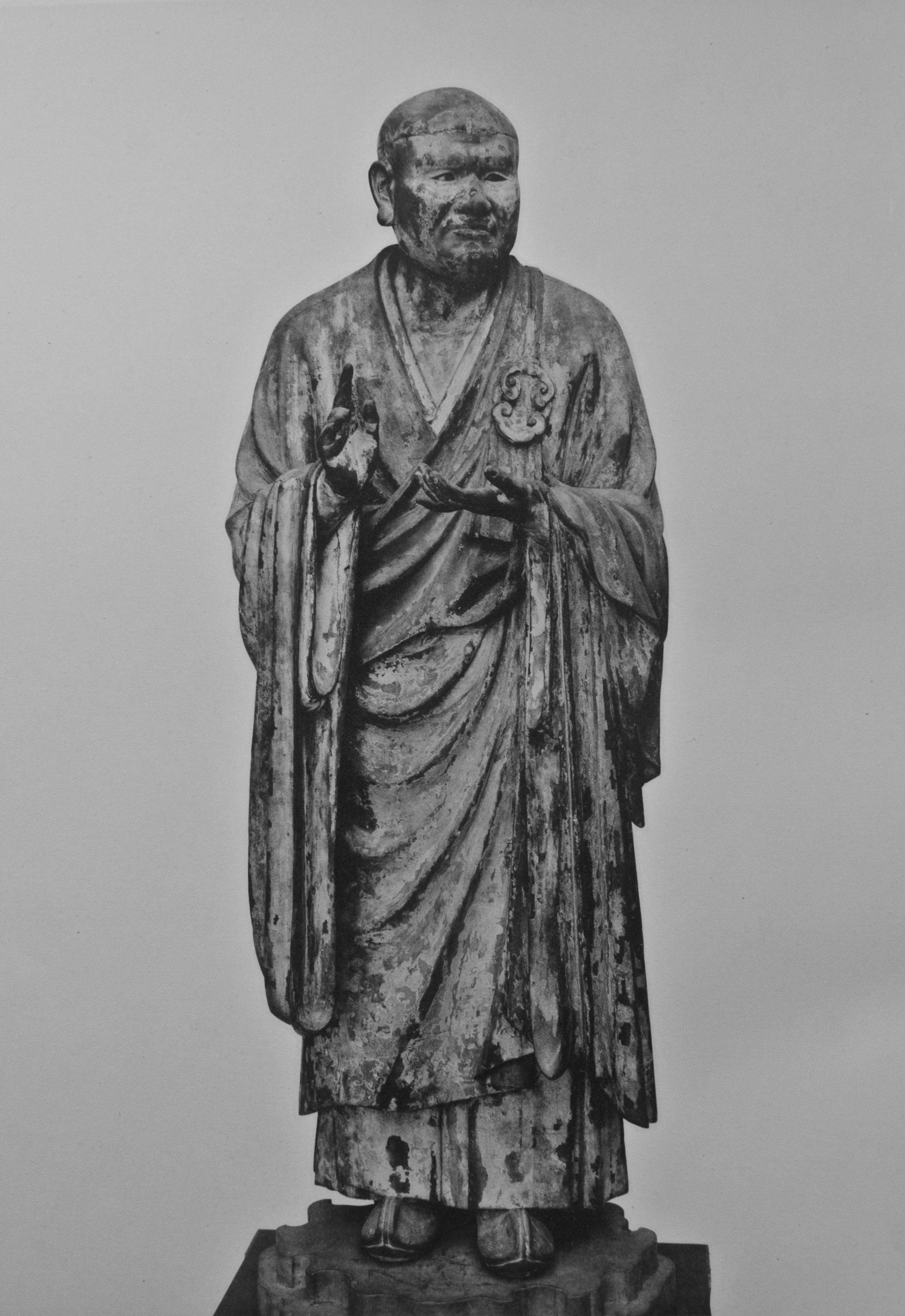
Seshin
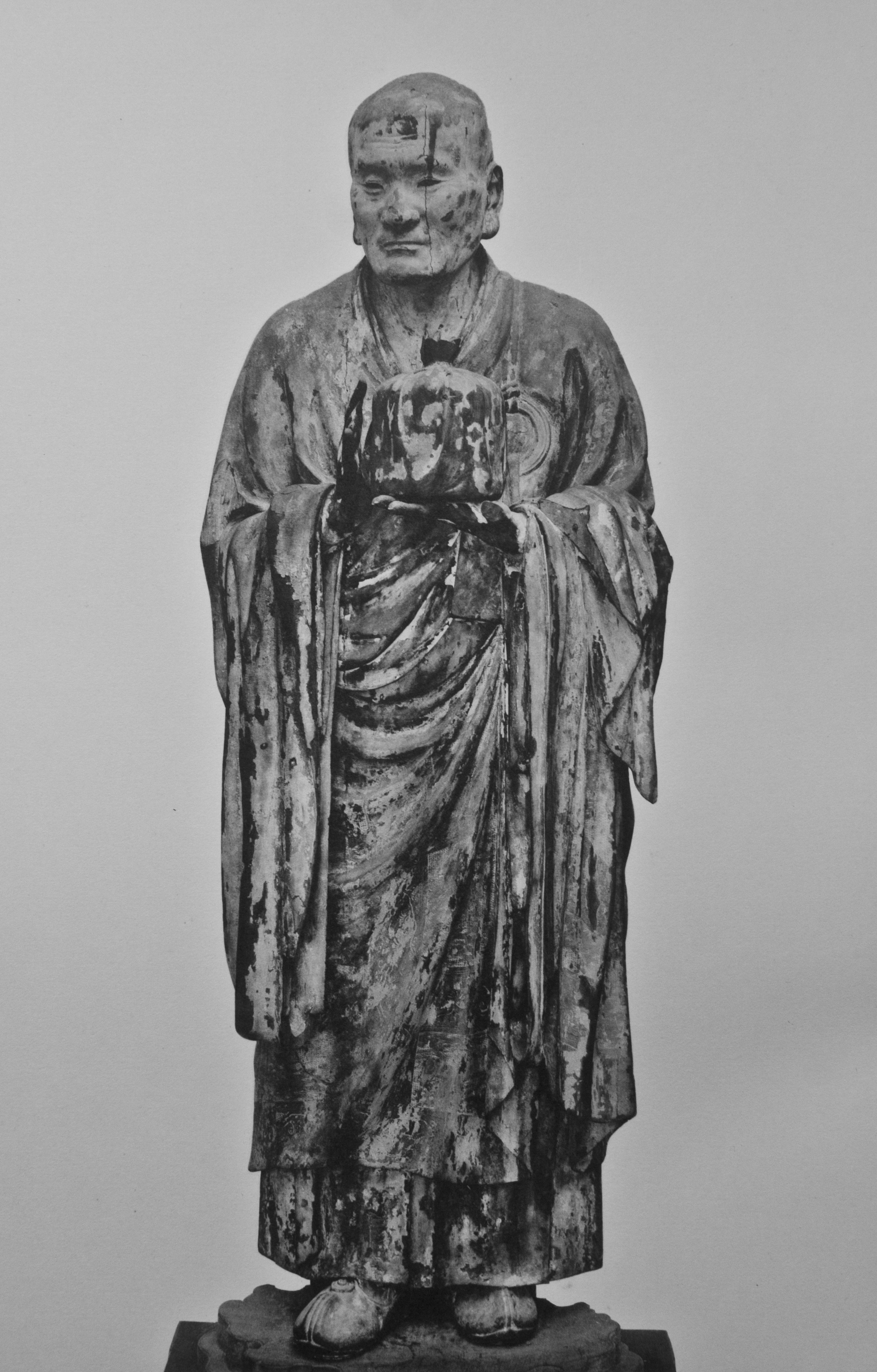
Muchaku
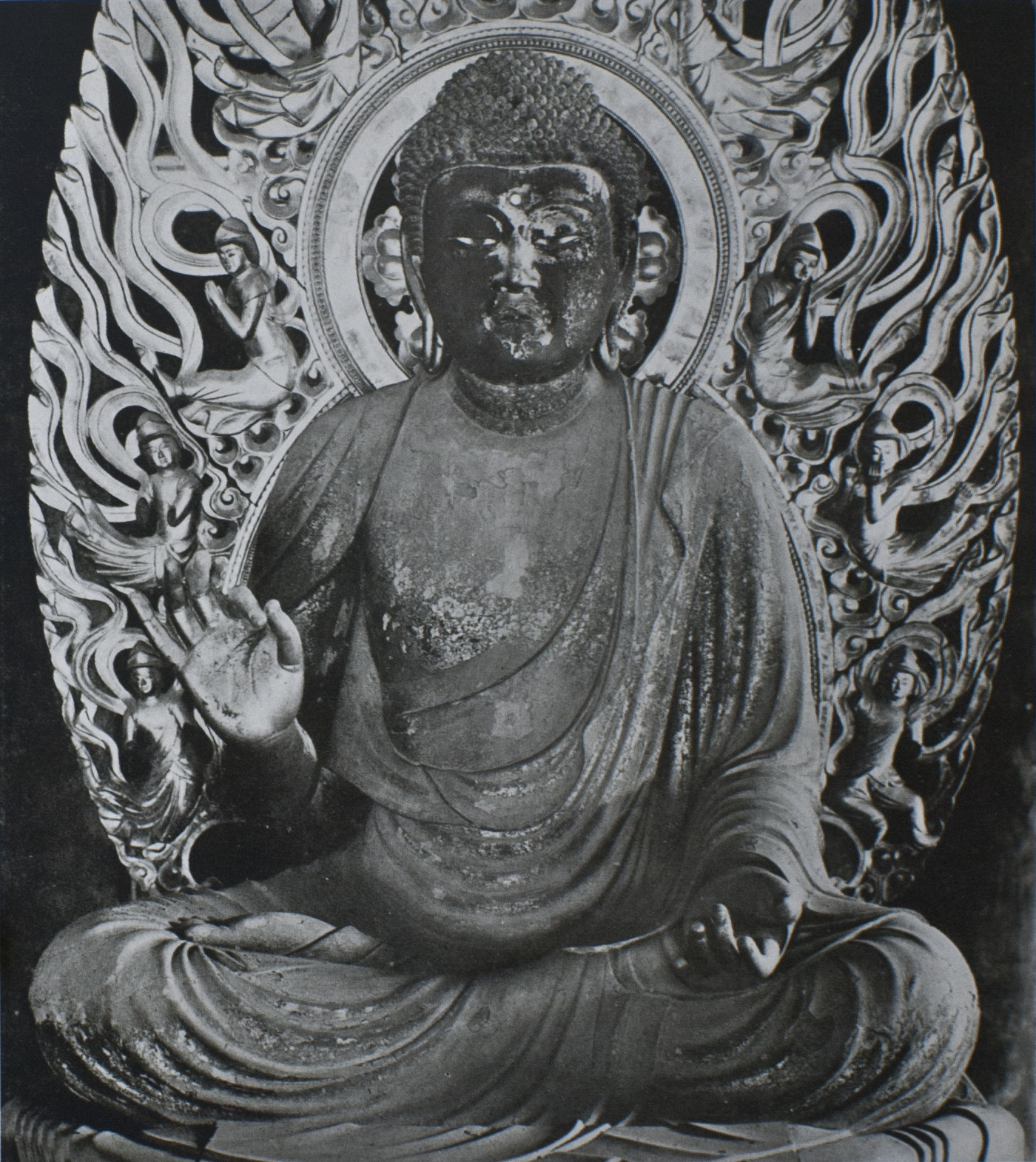
Maitreya